# Egon Mathiesen
Egon Mathiesen, född 25 november 1907, död 14 augusti 1976 var en dansk konstnär, författare och illustratör. Han blev främst känd för sina enkla och nyskapande bilderböcker för barn, exempelvis Misse med de blå ögonen.